# 鼠毛菊属
鼠毛菊属（学名：Epilasia）是菊科下的一个属，为草本植物。该属共有4种，分布于西亚和中亚。